# O3Spaces
O3Spaces Workplace är ett dokumentmanagementsystem skrivet I programmeringsspråket Java. O3Spaces Workplace kan köras i många miljöer, såsom Windows, Mac OS, Unix, Linux, eller valfri plattform som stödjer antingen Tomcat servern. Workplace behöver också en databasservern såsom MySQL, MS SQL eller PostgreSQL. O3Spaces Workplace integrerar i olika office suites och e-mail clients som OpenOffice.org, Microsoft Office, Mozilla Thunderbird, Zimbra Web Client och Zarafa Webaccess.

## Fotnot
1. ↑  O3Spaces Technical Description Arkiverad 17 februari 2010 hämtat från the Wayback Machine., O3Spaces Workplace – Technical Description.